# Jānis Joņevs
Jānis Joņevs (ur. 1980 w Jełgawie) – łotewski pisarz.

## Życiorys
Ukończył studia na Latvijas Kultūras akadēmija. Pracował jako copywriter, od 2002 roku zajmował się także krytyką literacką i tłumaczeniem z języka francuskiego, przetłumaczył m.in. utwory Agoty Kristof i Bernard-Marie Koltèsa. Zadebiutował w 2013 roku powieścią Jełgawa ’94, której akcja toczy się w tytułowym mieście w latach 90., pośród dorastających fanów heavy metalu. Utwór zyskał znaczną popularność, został wyróżniony nagrodami, w tym Europejską Nagrodą Literacką (2014), a także znalazł się pośród stu ulubionych książek Łotwy wszech czasów w plebiscycie telewizyjnym. Wraz z Mārcisen Lācisem Joņevs napisał dwie sztuki teatralne, które wystawiono w 2015 i 2016 roku w Rydze. W swoim dorobku ma także opowiadania i książkę dla dzieci.

## Twórczość
- Jelgava 94, 2013, wyd. pol.: Jełgawa ’94. Daniel Łubiński (tłum.). Marpress, 2022. ISBN 978-83-7528-278-8. Brak numerów stron w książce
- Slepenie svētki, 2014 – książka dla dzieci
- Tīģeris, 2020 – zbiór opowiadań[2]